# Corbeau (constellation)
Corvus
Pour les articles homonymes, voir Corbeau (homonymie).
Le Corbeau est une petite constellation de l'hémisphère sud. Elle est l'une des 48 constellations répertoriées par l'astronome du IIe siècle Ptolémée, qui dépeint un corbeau impliqué dans des légendes associées au dieu Apollon, perché sur le dos de l'Hydre. Ses quatre étoiles les plus brillantes, Gamma, Delta, Epsilon, et Beta Corvi, forment un quadrilatère très caractéristique et facilement identifiable dans le ciel nocturne.
Avec une magnitude apparente de 2,59, Gamma Corvi, également nommée Gienah, est l'étoile la plus brillante de la constellation. C'est une géante bleue vieillissante environ quatre fois plus massive que le Soleil. La jeune étoile Eta Corvi possède deux disques de débris. Au moins trois systèmes stellaires possèdent des exoplanètes, et un quatrième système planétaire reste à confirmer. TV Corvi est une nova naine ; ce système binaire est constitué d'une naine blanche et d'une naine brune qui orbitent l'une autour de l'autre à une très faible distance.

## Nomenclature, histoire et mythologie

### en Mésopotamie
La constellation du Corbeau est une création mésopotamienne. On rencontre très tôt, dès la fin du 3e millénaire av. è. c., mul.AGA.mušen, soit « l’étoile du Corbeau », identifiée par les assyriologues à Alpha Crovi. Nous apprenons ensuite par les Séries MUL.APIN, le premier traité d'astronomie mésopotamienne, découvert à Ninive dans la bibliothèque d'Assurbanipal et datant au plus tard de 627 av. è. c., il est écrit à propos de ζ Hya, disposée sur le chemin d’Anu, soit la zone équatoriale que, dans la mythologie mésopotamienne, mul.UGA.meš a-ri-bu MUL d.IM, c’est-à-dire que l’étoile du Corbeau est une figuration du dieu Adad, dieu de l’orage et des tempêtes, importé à Babylone par le peuple amorrite.

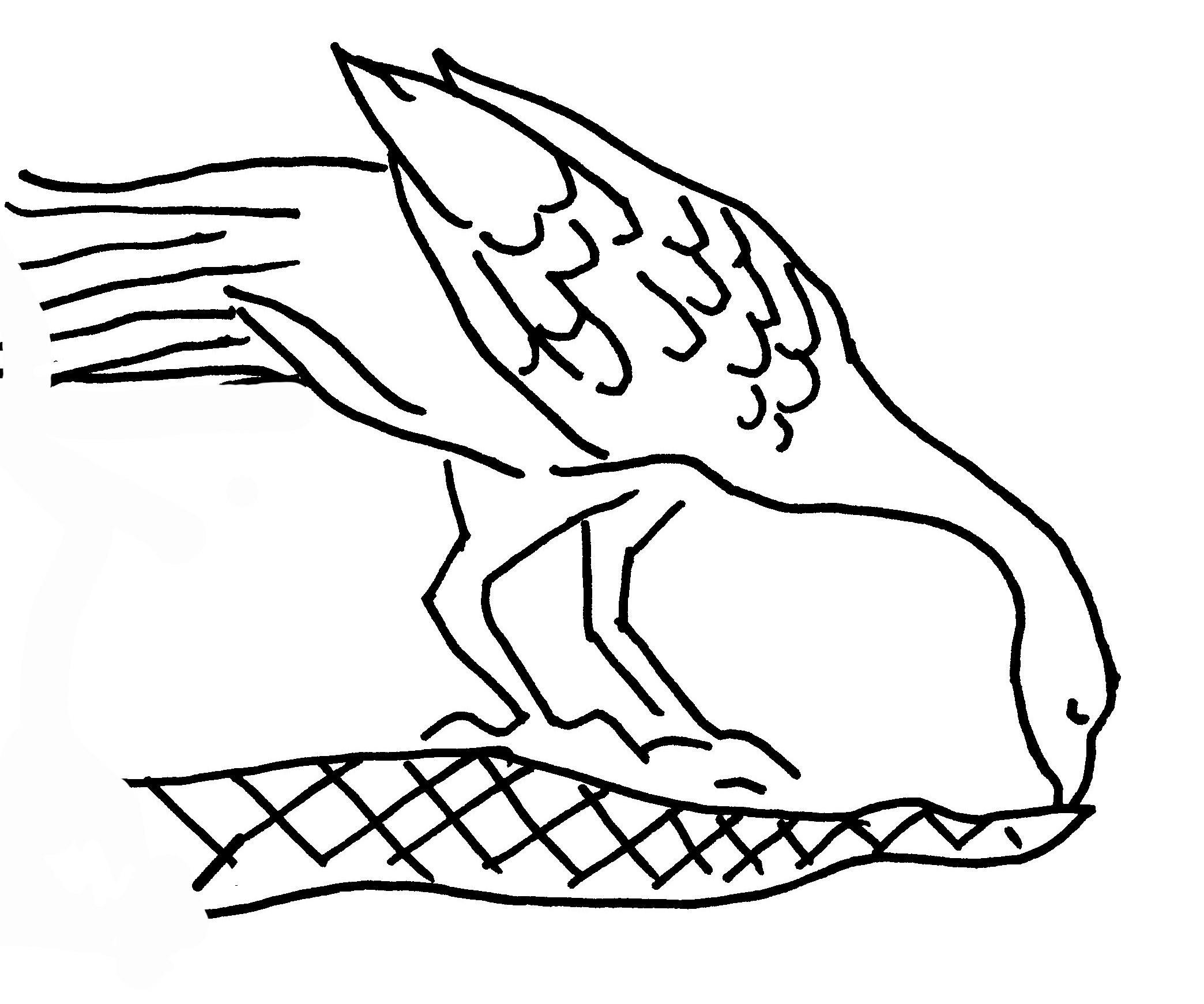
AGA.mušen, « le Corbeau » sur une tablette astrologique d’époque séleucide.

Nous ne savons pas grand-chose de cet emblème du dieu Adad, mais nous le trouvons posé sur la queue de MUŠ, « le Serpent », ancêtre de la figure de l’Hydre, sur un calendrier zodiacal d’époque séleucide, mais qui est probablement la copie d’un document datant du début du 1er millénaire av. è. c., ce qui n'a probablement aucun sens mythologique, mais exprime une simple proximité astronomique: à preuve, la figure d'URA, soit le Lion est aussi posée sur MUŠ.
C’est en ce temps-là que le ciel est contexturé en constellations, c’est-à-dire que les étoiles nouvellement désignées, le sont par un nom exprimant leur place dans la figure qui doit son nom à l’étoile initiale. De la sorte, la constellation Ainsi, la figure d’AGA.mušen a pris corps et nous trouvons une étoile nommé KUN UGA.mušen, soit « la Queue du Corbeau » dans un catalogue de l’époque).

### en Grèce et à Rome
En nommant cette figure Κόραξ, Eudoxe reprenait telle quelle la figure de UGA = Aribu, « le Corbeau »,». Ils se devaient toutefois de l’acclimater à leur propre imaginaire. Ils firent ainsi de la proximité purement astronomique du Corbeau et de l’Hydre dans le ciel mésopotamien une proximité mythologique de Κόραξ, le « Corbeau », et de Ὓδρα, l’« Hydre », en y ajoutant même une figure inédite à Babylone, celle de Κρατήρ, « la Coupe ». Voici comment Ératosthène expose le mythe du Corbeau dans ses Καταστερισμοί,:

« Chaque dieu a son oiseau propre. Les dieux sacrifiant ensemble, le corbeau fut envoyé chercher de l’eau à quelques sources. Il vit un figuier qui portait des fruits. Il se reposa près de la fontaine pour attendre que les figues fussent mûres. Plusieurs jours après, et quand elles le furent, il les mangea. Enfin, se repentant de sa faute, il tira de la fontaine un serpent avec une coupe, disant qu’il absorbait l’eau à mesure qu’elle jaillissait ; mais Apollon, qui savait le vrai de la chose, l’en punit en le condamnant à ne pas boire, suivant Aristote dans son Histoire des Animaux, et pour marque de la punition divine cause de la soif du corbeau, il mit au ciel une hydre (une cruche), et un corbeau qui ne peut ni en approcher, ni boire » »

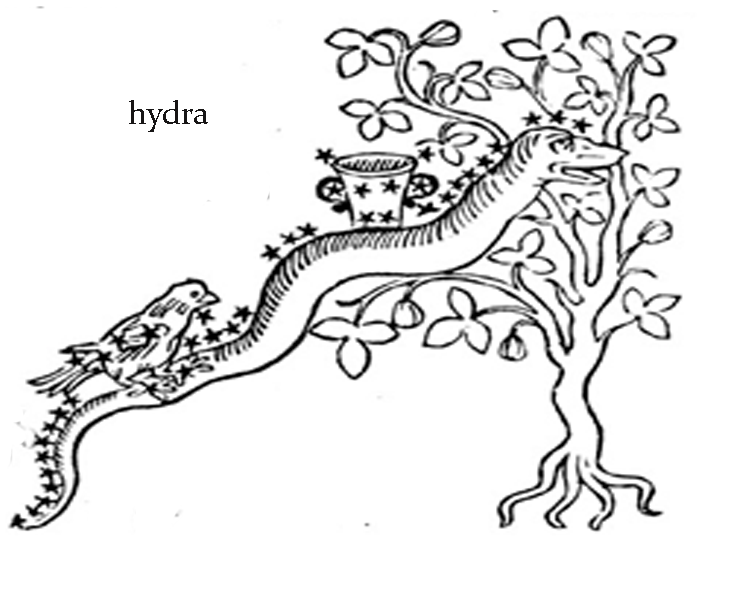
La figure de Corvus avec Hydra et Crater dans l’édition du Poeticon astronomicon d’Hyginus de 1482 (image inversée).

Quant aux Latins, ils rendirent le de Κόραξ grec par Corvus, son équivalent dans leur langue avec les Aratea, c’est-à-dire les versions latines des Φαινόμενα d’Aratos, à commencer par celles de Ciceron. Mais on trouve également le terme vague Avis chez Ovide.

### Chez les Arabes
Nous avons, de façon habituelle deux représentations du ciel parallèles et non exclusives, le ciel arabe traditionnel formaté à partir des manāzil al-qamar ou « stations lunaires », et le ciel formaté par les Grecs et adopté par les astronomes arabes au IXe siècle, ou ciel gréco-arabe.
Les Arabes de l’époque classique l’appelèrent à leur tour الغرب al-Ġurāb, « le Corbeau », figure qui a donné les noms suivants aujourd’hui dans les catalogues internationaux : Algorab (δ Crv) et Minkar (ε Crv).
Mais les Anciens Arabes voyaient déjà à cet emplacement du ciel soit une partie du Superlion (voir la constellation du Lion qu’ils appelaient  عرش الماك الأعزل  ᶜArš al-Simāk al-Aᶜzal, « le Trône du Simak désarmé » (voir la constellation de la Vierge, ou encore الخباء al-Ḫibā’, « la Tente », qui correspond au quadrilatère formé par le groupe αβγδ Crv. Cette figure a donné aujourd’hui dans les catalogues internationaux le nom Alchiba (α Crv).

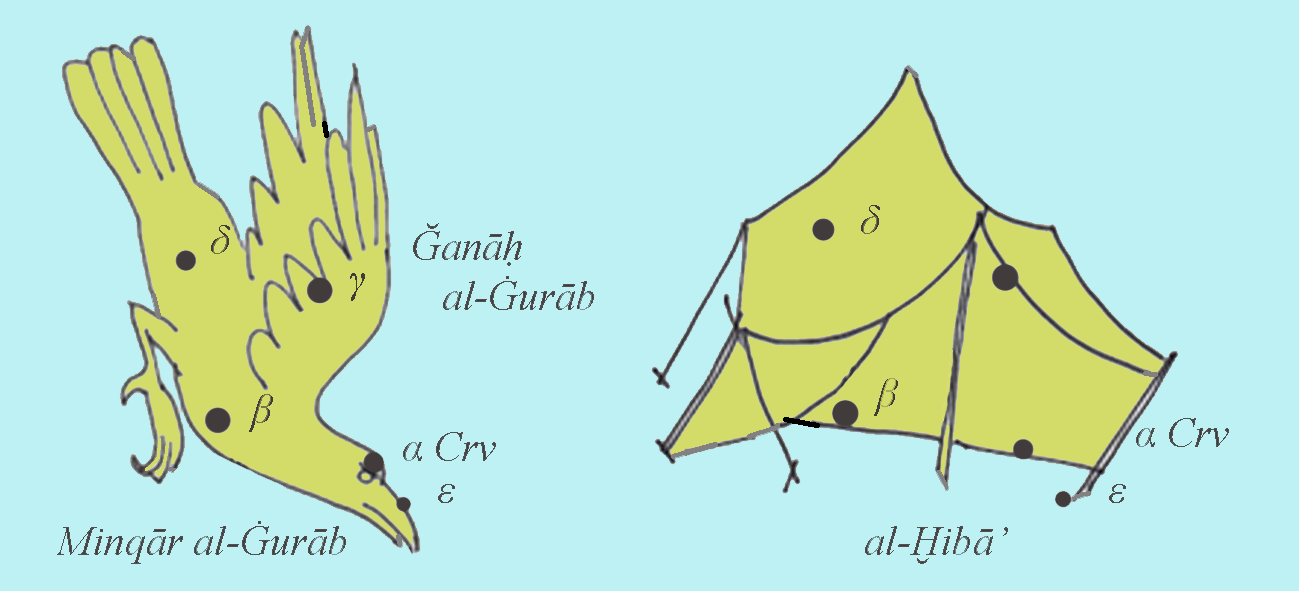
Les figures الغرب al-Ġurāb, « le Corbeau », et الخباء al-Ḫibā’, « la Tente », d’après ᶜAbd al-Raḥmān al-Ṣūfī.

### En Europe
Au haut Moyen Âge, les clercs latins connaissaient le nom de Corvus par les encyclopédies et les quelques manuscrits des Aratea, et ils utilisèrent le nom qu’ils trouvèrent dans les textes arabes. Mais si Gérard de Crémone se contente de donner le nom latin ca. 1175, à savoir Stellatio Corvi, nous trouvons les noms empruntés à l’arabe Algoran et Gorab dans l’Uranometria de Johann Bayer (1603). Ce n’est qu’avec la nomenclature approuvée en 1930 par l’Union astronomique internationale (UAI) que ces appellations disparaîtront définitivement.

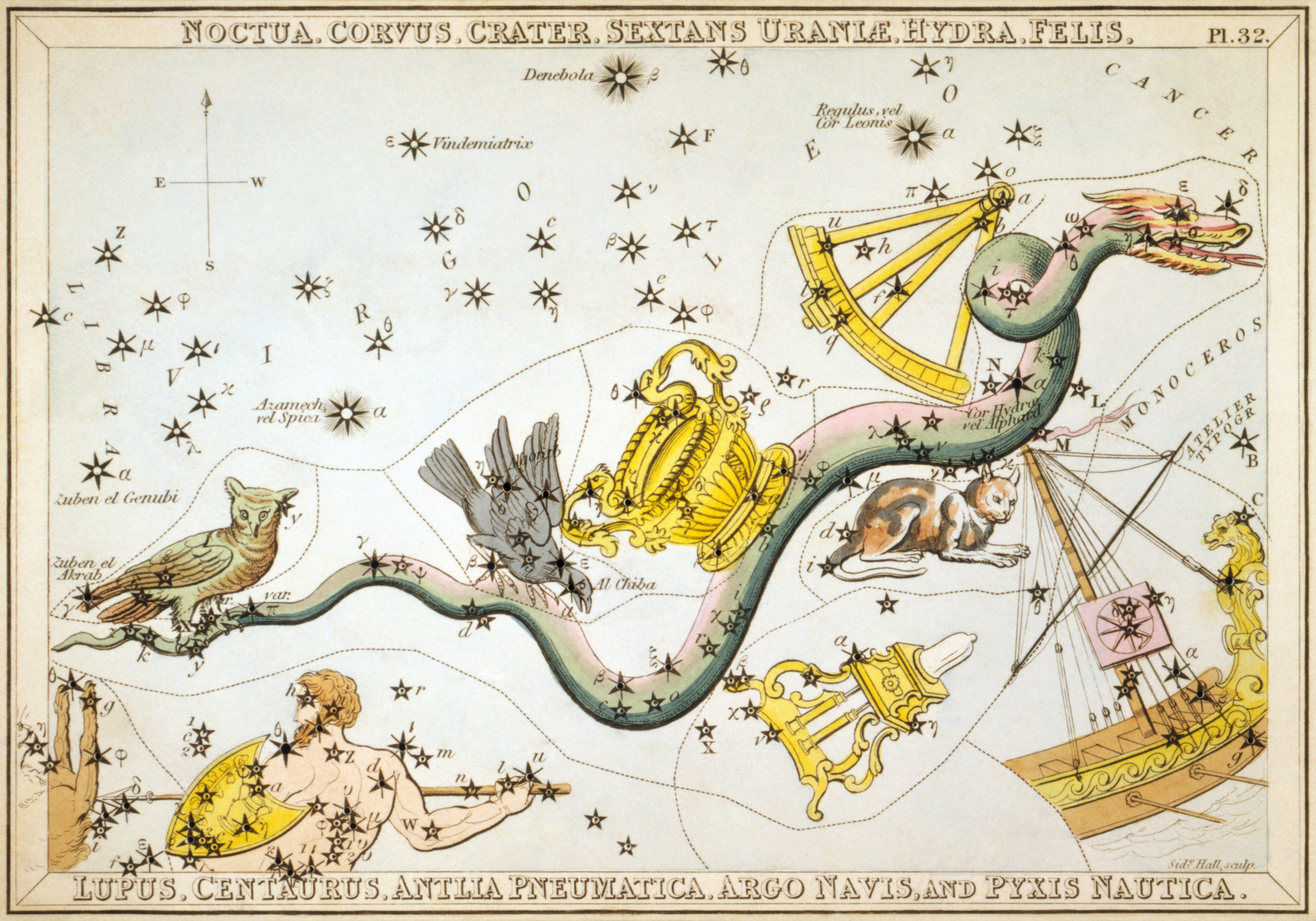
La figure du Corbeau, avec la Coupe, et d'autres constellations côtoyant l'Hydre, dans l'Urania's Mirror (1824).

### Dans les autres cultures
En astronomie chinoise, les étoiles du Corbeau sont localisées au sein de l'Oiseau vermillon du Sud (en chinois 南方朱雀, retranscrit Nán Fāng Zhū Què). Ses quatre étoiles principales représentent un chariot, Zhen, qui forme la vingt-huitième et dernière mansion lunaire ; Alpha et Eta forment les goupilles des roues, et Zeta est Changsha, un cercueil. En astronomie indienne, les cinq étoiles les plus brillantes du Corbeau sont représentées comme une main ou un doigt correspondant à Hasta, la treizième nakshatra (ou mansion lunaire).
Le Corbeau a été reconnu comme une constellation par plusieurs cultures polynésiennes. Dans les îles Marquises, elle était nommée Mee ; à Pukapuka, elle était appelée Te Manu, et dans les îles de la Société, elle était nommée Metua-ai-papa. Pour les indigènes du détroit de Torrès, le Corbeau était la main droite (portant un fruit kupa) de la vaste constellation de Tagai, représentant un pêcheur.
Les Bororos du Mato Grosso, dans la partie centrale du Brésil, voyaient la constellation comme une tortue terrestre, Geriguigui, tandis que pour les Tucanos qui vivent dans le nord-ouest de l'Amazonie il s'agissait d'une aigrette. Pour les Tupis de l'île de São Luís au nord du Brésil, le Corbeau aurait été vu comme un grill ou un barbecue — seychouioura —, qui servait à faire griller du poisson. Toutefois cette représentation pourrait également faire référence au Grand carré de Pégase.

## Caractéristiques
La Corbeau couvre 184 deg2, soit 0,446 % du ciel, ce qui la classe comme la 70e des 88 constellations modernes en termes de taille. Elle partage une frontière avec la Vierge au nord et à l'est, l'Hydre au sud, et la Coupe à l'ouest.
Les trois lettres de son abréviation adoptées par l'Union astronomique internationale en 1922 sont « Crv ». Les frontières officielles de la constellation, telles que délimitées par l'astronome belge Eugène Delporte en 1930 dessinent un polygone de six segments. Dans le système de coordonnées équatoriales, les coordonnées d'ascension droite de ses frontières se trouvent entre 11h 56m 22s et 12h 56m 40s, et leurs coordonnées de déclinaison entre −11° 68′ et −25° 20′.

## Observation des étoiles

Visibilité nocturne de la constellation.

La position du Corbeau dans l'hémisphère céleste sud signifie qu'il n'est entièrement visible que pour les observateurs localisés au sud de 65°N,.
Quatre des principales étoiles de la constellation, Delta, Gamma, Epsilon, et Beta Corvi, forment un quadrilatère caractéristique. Bien qu'aucune de ces étoiles ne soit particulièrement brillante, elles se concentrent sur une zone restreinte du ciel, ce qui fait que l'astérisme qu'elles forment est facile à distinguer dans le ciel nocturne.
La constellation est facilement repérable au sud de la Vierge et de sa brillante étoile α Virginis (Spica). À l'inverse, le segment formé par Gamma et Delta Corvi pointe en direction de α Virginis lorsqu'on le prolonge en direction du nord-est.

## Étoiles

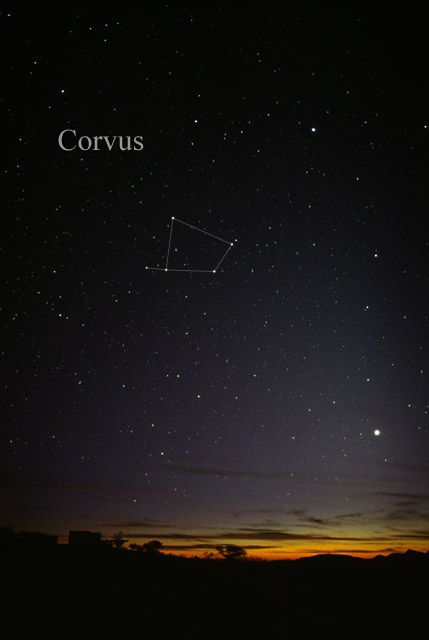
Constellation du Corbeau.

Le cartographe allemand Johann Bayer a utilisé les lettres grecques alpha (α) à êta (η) pour cataloguer les principales étoiles de la constellation. John Flamsteed a donné à neuf étoiles des désignations de Flamsteed, tandis qu'une des étoiles qu'il avait placé dans la constellation voisine de la Coupe, 31 Crateris, s'est retrouvée incorporée au Corbeau lorsque les frontières des constellations ont été formellement établies en 1930. Au sein des frontières de la constellation, on dénombre 29 étoiles dont la magnitude apparente est inférieure ou égale à 6,5,.

### Gienah (γ Corvi)
Gamma Corvi, également nommée Gienah, voire Gienah Corvi pour la distinguer de Epsilon Cygni (Gienah Cygni), est l'étoile la plus brillante de la constellation avec une magnitude apparente de 2,59. Son nom traditionnel vient de l'arabe et signifie « l'aile [du Corbeau] », l'étoile marquant l'aile gauche de l'animal dans l'Uranometria de Bayer.
Distante de ∼ 154 a.l. (∼ 47,2 pc) de la Terre, c'est une géante bleue de type spectral B8III qui est environ quatre fois plus massive et 355 fois plus lumineuse que le Soleil. Âgée de 160+40
 −30 millions d'années elle est sur le point ou elle vient tout juste d'épuiser les réserves en hydrogène qui étaient contenues dans son noyau et devrait devenir durant les prochains millions d'années une géante rouge.
Gamma Corvi est également une étoile binaire. Son compagnon est une étoile naine orange ou rouge, de type spectral K5V à M5V, dont la masse vaut environ 80 % celle du Soleil. Distance d'environ 50 unités astronomiques (ua) de Gamma Corvi A, on estime qu'elle complète une orbite en 158 ans.

### Algorab (δ Corvi)
Delta Corvi, traditionnellement appelée Algorab, est une étoile double séparable avec un petit télescope. Le nom d'Algorab vient également de l'arabe et signifie [l'Aile du] « Corbeau ». Elle est l'une des deux étoiles qui marquent l'aile droite de l'oiseau.
L'étoile primaire, Delta Corvi A, est une étoile bleue-blanc de magnitude 2,9, distante d'environ ∼ 87 a.l. (∼ 26,7 pc) de la Terre. Étoile énigmatique environ 2,7 fois plus massive que le Soleil, elle est plus lumineuse (65–70 L☉) qu'elle ne devrait l'être pour sa température de surface de 10 400 K. Pour l'expliquer, il a été proposé qu'elle soit une très jeune étoile de la pré-séquence principale, âgée de 3,2 millions d'années seulement, qui ne serait pas encore complètement condensée dans un état stable sur la séquence principale, ou alors qu'elle soit une étoile sous-géante âgée de 260 millions d'années qui a épuisé les réserves en hydrogène de son cœur et qui a commencé à se refroidir, à s'étendre, et à devenir plus lumineuse alors qu'elle s'éloigne de la séquence principale. Son spectre correspond à celui d'une étoile sous-géante de type spectral A0IV.
De la poussière circumstellaire chaude, localisée — par définition — dans les régions internes de son système stellaire, a été détectée autour de Delta Corvi A sur la base d'un excès d'émission dans l'infrarouge. Toutefois, une étude de 2014 n'a pas permis de confirmer la présence de cette poussière.
Delta Corvi B est une naine orange (de type spectral KV) de magnitude 8,51, également entourée par de la poussière circumstellaire. Il s'agit d'une étoile post-T Tauri, qui est distante d'au moins 650 ua de son compagnon plus lumineux et il lui faut au moins 9 400 ans pour accomplir une orbite. Cependant ses âges estimés divergent grandement avec ceux estimés pour Delta Corvi A, et les deux étoiles pourraient en fait ne pas être physiquement liées.

### Kraz (β Corvi) et Minkar (ε Corvi)
La poitrine du Corbeau est marquée par Beta Corvi, également nommée Kraz,, qui est une étoile de magnitude 2,7 distante d'environ ∼ 146 a.l. (∼ 44,8 pc) de la Terre. Elle a un âge estimé de 206 million d'années seulement ; mais étant donné qu'elle est environ quatre fois plus massive que le Soleil, elle a déjà épuisé les réserves en hydrogène de son cœur. Elle s'est alors refroidie et étendue pour devenir une géante lumineuse jaune de type spectral G5II, d'une température de surface de 5 100 K. Elle a probablement passé la plus grande partie de son existence comme une étoile bleu-blanc de la séquence principale de type spectral B7V.
La narine de l'animal est marquée par Epsilon Corvi, qui porte également le nom propre de Minkar, provenant de l'arabe « le Bec » [du Corbeau]. Elle est distante de 318 ± 5 a.l. (∼ 97,5 pc) de la Terre. Il s'agit d'une géante rouge de type spectral K2III qui est environ 54 fois plus grande et 930 fois plus lumineuse que le Soleil. Tout comme Beta Corvi, elle est environ quatre fois plus massive que le Soleil et elle a probablement passé sa vie sur la séquence principale comme une étoile bleu-blanc de type spectral B5V.
Localisée au sud du quadrilatère, entre Beta et Epsilon Corvi, se trouve l'étoile orangée 6 Corvi, qui est une autre géante rouge, de type spectral K1III. Elle est environ 70 fois plus lumineuse que le Soleil. Elle est distante de 331 ± 10 a.l. (∼ 101 pc) de la Terre.

### Alchiba (α Corvi)
Nommée Alchiba, Alpha Corvi est une étoile blanchâtre de type spectral F1V est de magnitude apparente 4,0, localisée à ∼ 48,7 a.l. (∼ 14,9 pc) de la Terre. Le nom d'Alchiba est issu de l'arabe et signifie « la Tente » ; dans l'atlas de Bayer, elle est située au-dessus du bec de l'oiseau. L'étoile présente des changements périodiques au sein de son spectre sur une période de plus de trois jours, ce qui suggère qu'elle pourrait être soit une binaire spectroscopique, soit — plus probablement — une variable pulsante de type Gamma Doradus. Si cette dernière hypothèse est vérifiée, alors elle est estimée être 1,39 fois plus massive que le Soleil.

### Eta Corvi et Zeta Corvi
Eta Corvi marque l'aide droite du corbeau. Il s'agit d'une étoile jaune-blanc de la séquence principale de type spectral F2V, qui est 1,52 fois plus massive et 4,87 fois plus lumineuse que le Soleil. Elle est distante de ∼ 59 a.l. (∼ 18,1 pc) du système solaire. Deux disques de débris orbitant l'étoile ont été détectés ; le premier est un disque chaud, s'étendant à moins de 3,5 ua, tandis que le deuxième est localisé à environ 150 ua,.
Zeta Corvi symbolise le cou de l'oiseau. Elle brille d'une magnitude apparente de 5,21, et elle est séparée de 7 secondes d'arc de l'étoile HR 4691. Distante de 420 ± 10 a.l. (∼ 129 pc), Zeta Corvi est une étoile Be bleu-blanc de type spectral B8V ; une étoile Be est un type d'étoile qui présente des raies spectrales en émission de l'hydrogène dans son spectre, indicatives de la présence d'un disque circumstellaire. Zeta Corvi et HR 4691 pourraient être soit une double optique, soit un véritable système stellaire ; si ce dernier scénario est vrai, alors les deux étoiles sont séparées par au moins 50 000 ua et il leur faudrait environ 3,5 millions d'années pour compléter une orbite l'une autour de l'autre. HR 4691 est elle-même double, comprenant une étoile géante jaune-orangée vieillissante de type spectral K0 ou G3, et une étoile de type F de la séquence principale.

### 31 Crateris
31 Crateris (qui était à l'origine placée dans la Coupe par Flamsteed) est une étoile de magnitude 5,26 qui a été prise par erreur pour une lune de Mercure. Le 27 mars 1974 la sonde Mariner 10 a détecté des émissions dans l'ultraviolet lointain en provenance de la planète la plus proche du Soleil, ce qui y suggérait la présence d'un satellite. Cependant, ces émissions se sont avérées provenir de l'étoile,.
31 Crateris est en réalité une étoile binaire lâche composée d'une étoile chaude bleutée de type spectral B1,5V et d'un compagnon dont on sait peu de choses. Les deux étoiles complètent une orbite tous les 2,96 jours. L'étoile primaire du système est possiblement une traînarde bleue (blue straggler en anglais) du groupe des Hyades. C'est une grosse étoile 15,5 fois plus massive et environ 52 000 fois plus lumineuse que le Soleil.

### Étoiles variables
VV Corvi est une binaire à éclipses de type Algol dont les deux composantes orbitent l'une autour de l'autre selon une période de 3,14 jours. Les deux étoiles sont classées comme des naines jaune-blanc de type spectral F5V, même si l'étoile primaire approche de la fin de sa vie sur la séquence principale. Un troisième compagnon leur a été découvert durant le relevé du Two-Micron All-Sky Survey.
W Corvi est une autre binaire à éclipses, dont la magnitude apparente varie de 11,16 à 12,5 sur une période de neuf heures. Sa période s'est accrue d'1/4 de seconde sur un siècle. Il s'agit d'un système particulier dont les deux étoiles sont très proches l'une de l'autre mais qui ont des températures de surface différences, si bien que les transferts thermiques entre elles ne se déroulent pas comme prévu.
SX Corvi est une binaire à éclipses et plus précimsént une binaire à contact, ce qui fait d'elle une étoile variable de type W Ursae Majoris. Les deux étoiles orbitent assez proches l'une de l'autre pour que des transferts de masse se soient produits entre elles ; en l'occurrence ici, l'étoile secondaire a transféré une grande quantité de masse en direction de l'étoile primaire. RV Corvi est une autre binaire à éclipses. Sa luminosité varie de la magnitude apparente 8,6 à la magnitude 9,16 sur une période de 18 heures. Le système est formé de deux étoiles de types spectraux F0 et G0, qui bouclent une orbite l'une autour de l'autre tous les 0,747 jours.
Localisée près de Gamma Corvi et visible dans le même champ de jumelles qu'elle, R Corvi est une étoile variable à longue période de type Mira. Elle varie en luminosité entre la magnitude 6,7 et la magnitude 14,4 sur une période d'environ 317 jours. TT Corvi est une géante rouge de type spectral M3III qui est une variable semi-régulière variant autour de la magnitude 6,5 et distante d'environ ∼ 923 a.l. (∼ 283 pc). Elle est près de 1 000 fois plus lumineuse que le Soleil.
TU Corvi est une étoile variable de type Delta Scuti, une classe d'étoile pulsantes à courte période (six heures tout au plus) qui ont été utilisées en tant que chandelles standard et qui font l'objet d'études en astérosismologie. Elle varie de 0,025 magnitude autour de la magnitude apparente 6,53, sur une période 59 minutes.
TV Corvi est une nova naine composée d'une naine blanche et d'une naine brune qui orbitent l'une autour de l'autre toutes les 90 minutes,. Le système possède une magnitude apparente habituelle de 17, mais il entre périodiquement en éruption pour briller jusqu'à la magnitude 12. Ce phénomène a été découvert par Clyde Tombaugh en 1931 puis par David Levy en 1990 et en 2005.

### Étoiles avec exoplanètes
Trois étoiles sont connues pour héberger des exoplanètes confirmées. HD 103774 est une jeune étoile jaune-blanc de la séquence principale de magnitude apparente 7,12 qui est distante de 181 ± 5 a.l. (∼ 55,5 pc) de la Terre. Elle est 1,34 fois plus massive et 3,5 fois plus lumineuse que le Soleil. Des variations de sa vitesse radiale ont permis de mettre en évidence en 2013 qu'elle est orbitée tous les 5,9 jours par une planète de la taille de Neptune.
HD 104067 est une naine orange de type spectral K2V et de magnitude apparente 7,93, distante de ∼ 69 a.l. (∼ 21,2 pc) de la Terre. Faisant environ 80 % la masse du Soleil, elle est orbitée par une planète qui est 3,6 fois plus massive que Neptune, avec une période orbitale de 55,8 jours. WASP-83 possède une exoplanète de la masse de Saturne, d'une période orbitale de 5 jours. Elle a été découverte grâce à ses transits devant l'étoile en 2015.
Une quatrième étoile possède une exoplanète restant à confirmer. HD 111031 est une étoile de type solaire de type spectral G5V localisée à 101 ± 2 a.l. (∼ 31 pc) de la Terre.

### Autres étoiles
Localisée à 4,5 degrés au nord-est de Delta Corvi et à 1,5° au sud de la galaxie du Sombréro (M104), Struve 1669 est une étoile binaire qui peut être séparée en deux étoiles avec un petit télescope, distantes l'une de l'autre de 5,4",. La paire est distante de ∼ 280 a.l. (∼ 85,8 pc) de la Terre et est formée par deux étoiles blanches, visibles à l’œil nu avec une magnitude combinée de 5,2 ; l'étoile primaire est de magnitude 5,9, tandis que l'étoile secondaire est de magnitude 6,0.
Ross 695 est une étoile naine rouge distante de seulement ∼ 28,9 a.l. (∼ 8,86 pc) de la Terre. D'une magnitude apparente de 11,27, elle est bien trop faible pour être visible à l'œil nu. Il s'agit d'une petite étoile qui fait environ 23 % la masse et le rayon du Soleil, mais qui n'émet en comparaison que 0,7 % sa luminosité. VHS 1256-1257 est une naine brune de type spectral M7,5 localisée à 41 ± 3 a.l. (∼ 12,6 pc) de la Terre. Elle est environ 73 fois plus massive que Jupiter, ce qui la place juste en dessous de la limite de masse qui sépare les naines brunes des véritables étoiles. Elle possède un compagnon qui a été identifié durant le relevé 2MASS en 2015. Il l'orbite à une distance de 102 ± 9 ua et sa masse est estimée valoir 11 fois celle de Jupiter. DENIS-P J1228.2-1547 est un système formé de deux naines brunes et distant de 73 ± 3 a.l. (∼ 22,4 pc) de la Terre.

## Objets du ciel profond

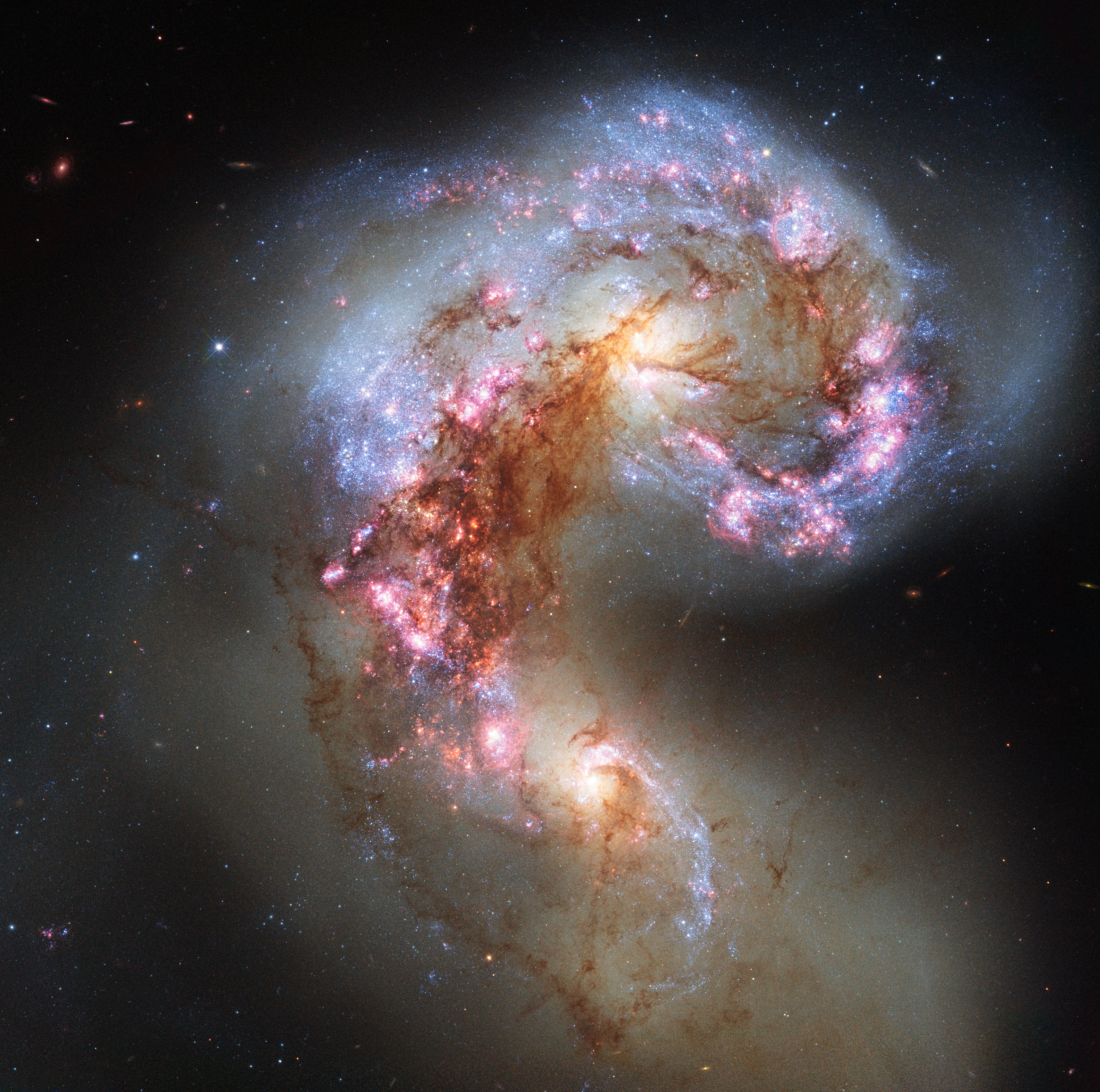
Image des galaxies des Antennes prise par le télescope spatial Hubble, avec NGC 4038 en haut et NGC 4039 en bas.

Le Corbeau n'héberge pas d'objets de Messier. Il comprend plusieurs galaxies et une nébuleuse planétaire visibles dans des télescopes amateurs. Au centre de la constellation est située la nébuleuse planétaire NGC 4361. D'une magnitude apparente de 10,3, la nébuleuse en elle-même ressemble à une petite galaxie elliptique, mais son étoile centrale de magnitude 13 révèle sa véritable nature.

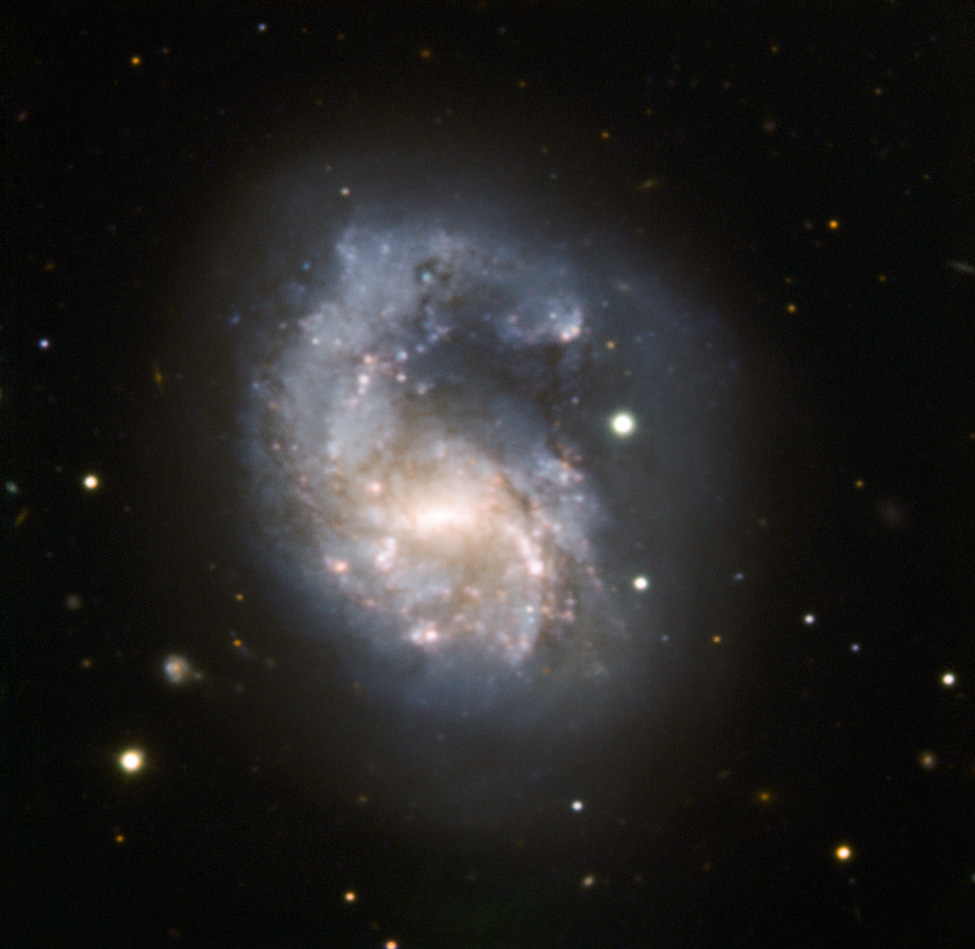
La galaxie spirale NGC 4027 par l'ESO.

Le groupe de NGC 4038 est un groupe de galaxies qui s'étend dans les constellations du Corbeau et de la Coupe. Il contiendrait entre 13 et 27 galaxies. Son membre le plus connu est la galaxie particulière des Antennes, localisée à 0,25° au nord de 31 Crateris. Elle est formée de deux galaxies en interaction, NGC 4038 et 4039, qui, vues de la Terre, ont la forme d'un cœur. Le nom « des Antennes » vient des vastes queues de marée issues des extrémités des deux galaxies, qui se sont formées en raison de la rotation d'origine des deux galaxies avant leur collision. Elles étaient toutes les deux des galaxies spirales qui connaissent actuellement une formation stellaire étendue et abondante en raison des nuages de gaz en interaction. Les galaxies des Antennes sont distantes d'environ 45 millions années-lumière de la Terre et elles possèdent de multiples sources X ultralumineuses, dont l'origine est inconnue. Les astronomes ont théorisé qu'elles pourraient être générées par un type d'étoiles binaires X ou par des trous noirs de masse intermédiaire.
Les galaxies des Antennes sont visibles aux télescopes comme un objet de dixième magnitude. Elles ont été identifiées comme une cible privilégiée pour la prise d'images détaillées des futures supernovæ qui y surviendront. SN 2004gt était une supernova de type Ic qui est apparue le 12 décembre 2004. Son progéniteur n'a pas été identifié sur des images de la galaxie prises avant l'événement, et il pourrait être soit une étoile Wolf-Rayet de type WC d'une masse qui est plus de 40 fois supérieure à celle du Soleil, soit une étoile 20 à 40 fois plus massive que le Soleil au sein d'un système binaire. SN 2007sr était une supernova de type Ia qui a atteint son maximum de luminosité le 14 décembre 2007.
NGC 4027 est un autre membre du groupe de NGC 4038, notable en raison de son bras spiral étendu. Elle est localisée à proximité de 31 Crateris. Il s'agit d'une galaxie spirale barrée dont la forme distordue s'explique probablement par une collision passée, possiblement avec la galaxie proche NGC 4027B. NGC 4782 et NGC 4783 forment une paire de galaxies elliptiques en collision, localisée dans la partie nord-est de la constellation ; elle est distante d'environ 200 millions d'années-lumière de la Voie lactée.

## Pluies de météores
Deux pluies de météores possèdent un radiant localisé en direction de la constellation du Corbeau. L'astronome allemand Cuno Hoffmeister a découvert les Corvides en 1937, après les avoir observées entre le 25 juin et le 2 juillet. Elle ne se sont ensuite jamais manifestées de nouveau, pas plus qu'il existe de preuves de l'existence d'un essamin similaire qui se serait produit avant 1937 dans les observations anciennes. Hoffmeister a remarqué que la trajectoire de l'essaim était similaire à celle de la comète 11P/Tempel-Swift-LINEAR, cependant une étude de Zhukov et ses collègues parue en 2011 n'a pas permis de confirmer cette observation. La pluie a également été associée hypothétiquement à (4015) Wilson-Harrington.
En janvier 2013, le MO Video Meteor Network a publié la découverte de la pluie des Eta Corvides, leur assignant quelque 300 météores ayant été observés entre le 20 et le 26 janvier. Son existence a été confirmée plus tard dans l'année par l'analyse des données recueillies.

## Corbeau dans la culture
En 1624, l'astronome allemand Jakob Bartsch a associé la constellation du Navire Argo à l'Arche de Noé, faisant du Corbeau et de la Colombe deux des animaux qui apparaissent dans le Livre de la Genèse.
Dans Action Comics no 14 (paru en janvier 2013), publié le 7 novembre 2012, l'astrophysicien Neil deGrasse Tyson apparaît dans le récit, où il détermine que la planète d'origine de Superman (Krypton) orbite autour de la naine rouge LHS 2520. Tyson a aidé DC Comics à sélectionner une étoile qui existe dans la réalité et qui soit un hôte approprié pour Krypton. Tyson a choisi une étoile de la constellation du Corbeau, car il est l'animal mascotte du lycée de Clark Kent, les Smallville Crows.